# Kefa
Kefa è una delle zone amministrative in cui è suddivisa la Regione delle Nazioni, Nazionalità e Popoli del Sud in Etiopia.

## Woreda
La zona è composta da 14 woreda:
1. Adiyio
2. Bita
3. Bonga town
4. Chena
5. Cheta
6. Decha
7. Gesha
8. Gewata
9. Gimbo
10. Goba
11. Saylem
12. Shisho Ande
13. Tullo
14. Wacha